# لاتام ایرلاینز (شیلی)

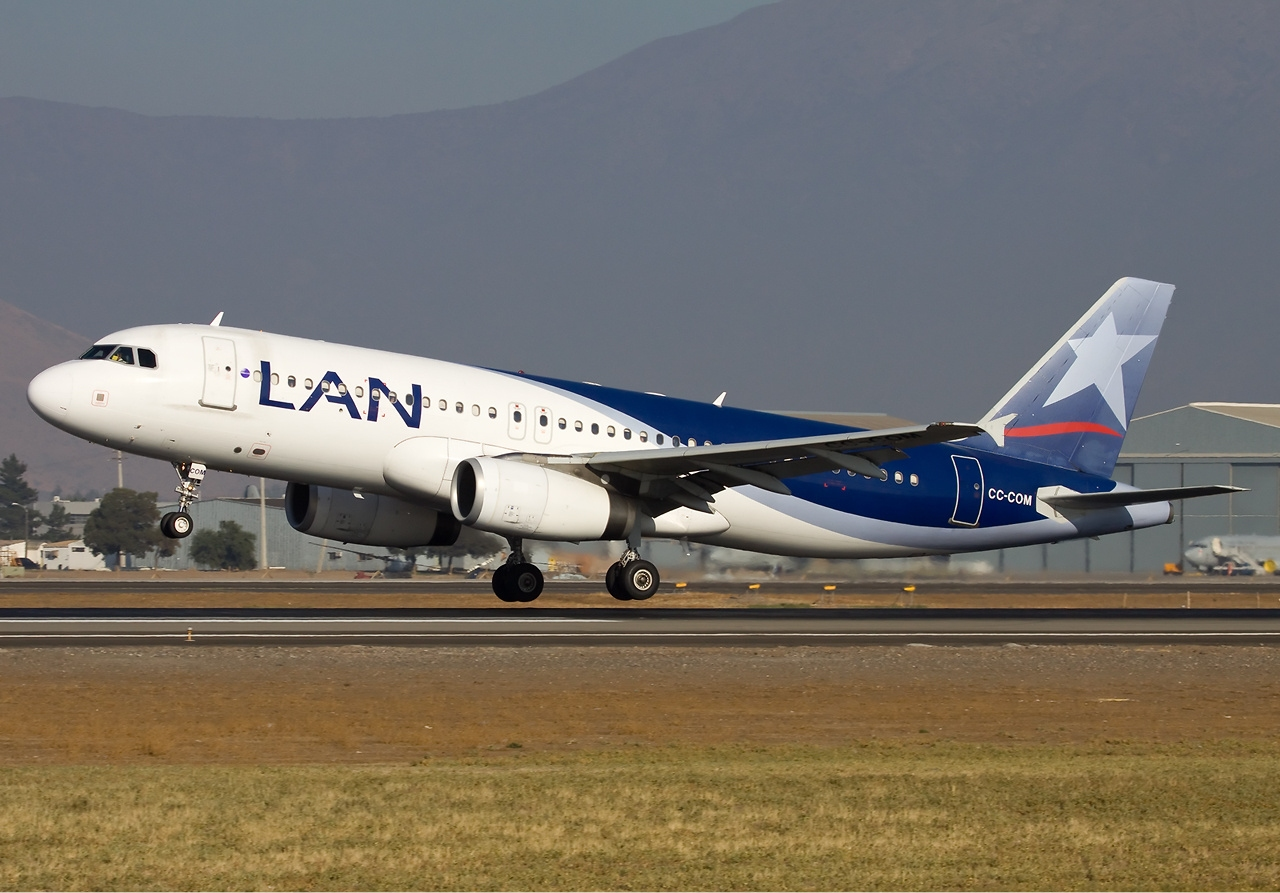
هواپیمای ایرباس ای ۳۲۰ متعلق به لان ایرلاینز

لان ایرلاینز (به انگلیسی: LAN Airlines) شرکت هواپیمایی حامل پرچم شیلی است، که در حال حاضر شرکت تابعه‌ای از کمپانی لاتام ایرلاینز (بزرگترین شرکت هواپیمایی آمریکای لاتین) به‌شمار می‌آید.
شرکت لان ایرلاینز در سال ۱۹۲۹ توسط آرتورو مرینو بنیتز تأسیس شد، که ۴۹مین شرکت هواپیمایی بود که تا آن زمان ثبت می‌شد. امروزه این شرکت از لحاظ قدمت، به‌عنوان دهمین شرکت هواپیمایی محسوب می‌شود، که همچنان به فعالیت خود در این صنعت، ادامه می‌دهد. لان ایرلانز در ماه ژوئن ۲۰۱۲ اقدام به خریداری شرکت برزیلی تام ایرلاینز نمود، که در پی ادغام دو شرکت، لاتام ایرلاینز تشکیل گردید.
شرکت هواپیمایی لان در حال حاضر روزانه به ۶۶ مقصد در سراسر جهان، پروازهای مستقیم دارد. دفتر مرکزی این شرکت در شهر لاس کاندس، سانتیاگو، شیلی قرار دارد و از فرودگاه بین‌المللی کومودورو ارتورو مرینو بنیتز، فرودگاه بین‌المللی خورخه چاوز و فرودگاه بین‌المللی خوزه خواکین د اولمدو به‌عنوان قطب‌های شرکت هواپیمایی خود استفاده می‌نماید.
سهام شرکت لان ایرلاینز در بازار بورس نیویورک و بورس اوراق بهادار سانتیاگو معامله می‌شود. این شرکت در حال حاضر در ناوگان هوایی خود، دارای ۱۳۵ فروند هواپیمای جت مسافربری می‌باشد. لان ایرلاینز یکی از اعضای اتحاد وان‌ورلد به‌شمار می‌آید.